# Golden Nugget Las Vegas
Das Golden Nugget Las Vegas ist ein in Downtown Las Vegas befindliches Hotel, direkt an der Fremont Street gelegen.

## Beschreibung
Die Farben des 1.907 Zimmer großen Hotels sind Gold und Weiß. Das Hotel ist durch den berühmten Goldklumpen (engl. „Golden Nugget“) Hand of Faith bekannt geworden. Es war das erste Hotel, das von Beginn an auch als Casino konzipiert wurde. 1973 übernahm Steve Wynn die Mehrheit an dem Casino, was ihn zum jüngsten Casinobesitzer in den USA machte. Im Inneren ist ein Poolbereich mit Haifischbecken. Besonders daran ist, dass man über eine Wasserrutsche durch einen durchsichtigen PVC-Kanal direkt durch das Haifischbecken rutscht.

## Filme
- Im James-Bond-Film Diamantenfieber (1971), ist das Casino mehrfach während der Autoverfolgungsszene zu sehen.[1]
- Es taucht am Anfang des Spielfilms Smokin’ Aces (2006) auf.
- Im Spielfilm Next (2007), betritt Nicolas Cage das Golden Nugget
- Das Golden Nugget taucht in The Grand (2008) auf.[2]
- Die erste Staffel des Fernsehformats High Stakes Poker wurde im Golden Nugget produziert.
- Pokersuperstars 3 wurde ebenfalls im Golden Nugget Casino gespielt.
- Wild Card (2015) mit Jason Statham in der Hauptrolle spielt teilweise im Golden Nugget.

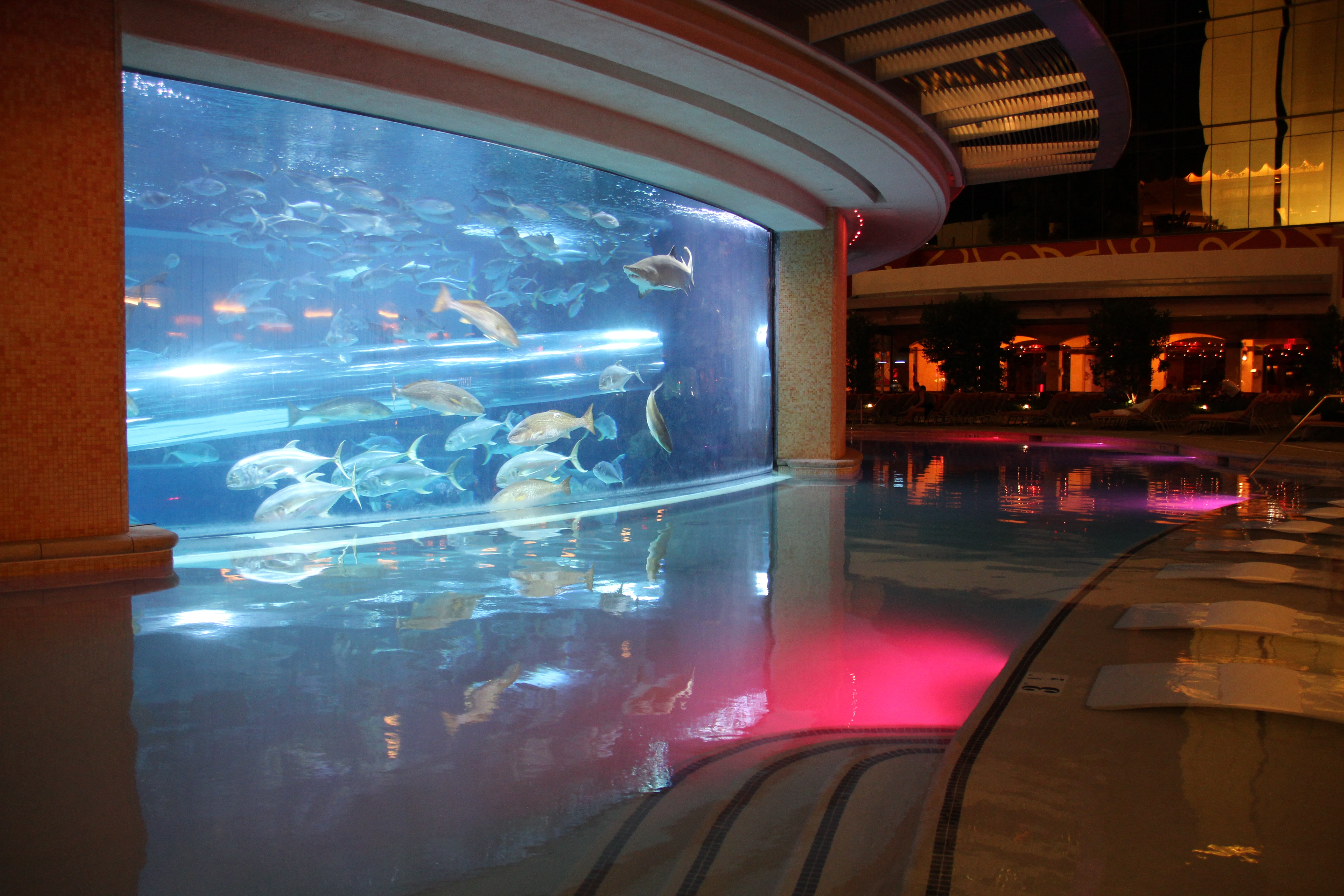
Diese Röhren-Rutsche im Hotel „Golden Nugget“ führt durch ein Aquarium mit Haifischen in den Pool.